# Gemma Beadsworth
Gemma Beadsworth (17 de julio de 1987) es una delantera centro de waterpolo de Australia. Ella ha tenido becas de waterpolo en el Instituto Australiano del Deporte y el Instituto Australiano del Deporte Occidental. Juega para los Fremantle Marlins en la Liga Nacional de Waterpolo. Ha representado a Australia en un nivel junior y nacional. Ella ganó una medalla de bronce en los Juegos Olímpicos de 2008, y fue elegida como miembro del equipo de capacitación de 2012 para los Juegos Olímpicos con el equipo nacional femenino de waterpolo de Australia. Ella también ha ganado una medalla de plata en el Campeonato Mundial de 2007, una medalla de oro en la Copa del Mundo de 2006 y una medalla de plata en la Copa del Mundo de 2010.

## Vida personal
Gemma Beadsworth nació el 17 de julio de 1987 en Perth, Australia Occidental. Ella asistió a la escuela anglicana para niñas de St Hilda, y ayudó a abrir oficialmente una piscina de tamaño olímpico en la escuela en agosto de 2011. Ella tiene un hermano, Jamie Beadsworth, quien también representó a Australia en waterpolo en los Juegos Olímpicos de 2008 como delantero centro.